# Clesotrus janus
Clesotrus janus är en skalbaggsart som först beskrevs av Thomson 1877.  Clesotrus janus ingår i släktet Clesotrus och familjen långhorningar.
Artens utbredningsområde är Madagaskar. Inga underarter finns listade i Catalogue of Life.